# Hautajärvi
Hautajärvi – wieś w północnej Finlandii, w regionie Laponia, w gminie Salla.
W pobliżu miejscowości znajduje się Park Narodowy Oulanka.
W miejscowości znajdują się kościół, szkoła podstawowa, poczta, przychodnia lekarska, dom letniskowy, tawerna Niedźwiedzia, gabinet cyrulistyczny.